# Emoia ponapea
Emoia ponapea es una especie de escincomorfos de la familia Scincidae.

## Distribución geográfica
Es endémica de la isla de Pohnpei, en la Micronesia.

## Estado de conservación
Se encuentra amenazada por la pérdida de su hábitat natural.